# Colle delle Traversette
Il Colle delle Traversette (in francese Col de la Traversette) è un valico alpino delle Alpi Cozie a 2.950 m di quota  che unisce la Valle Po in Italia con la Valle del Guil in Francia. Secondo la classificazione orografica SOIUSA il colle separa il gruppo alpino Granero-Frioland dal gruppo del Monviso propriamente detto.

## Storia
Il valico è conosciuto da molto tempo, e già in epoca medioevale era utilizzato per i collegamenti tra il regno di Francia ed il Marchesato di Saluzzo. Data la difficoltà d'accesso dell'ultima parte dal lato italiano, a fine XV secolo vi fu un accordo tra i due Stati per realizzare più in basso un tunnel che permettesse di evitare l'attraversamento del colle: si tratta del Buco di Viso, ancora oggi percorribile a piedi.

## Accesso
L'accesso dalla parte italiana avviene partendo dal Pian del Re, in comune di Crissolo, e risalendo la parte superiore della valle Po seguendo il sentiero V16. Questo non presenta particolari difficoltà fino alle casermette alla base delle pareti della punta delle Traversette; da qui in avanti il sentiero diventa più erto, e soprattutto, dopo il bivio per il succitato Buco di Viso, abbastanza esposto. Date la quota (oltre 2.900 m) e l'esposizione ad est, questa parte di sentiero tende a mantenere l'innevamento fino a tardi, per cui chi volesse raggiungere il colle ad inizio estate dovrebbe portarsi piccozza e ramponi.
L'accesso dal lato francese è meno problematico. Il sentiero parte dalla Valle del Guil e sale a mezza costa con pendenza abbastanza dolce fino al colle.

## Escursionismo ed alpinismo
Dal valico ha inizio la via normale per le rocce Fourioun, situate a sud del colle. Percorrendo la cresta verso nord, si può invece raggiungere la punta delle Traversette; si tratta però di un percorso con difficoltà già alpinistiche.
Il passaggio del Colle delle Traversette è inserito in diversi itinerari escursionistici: oltre al giro di Viso, tour di alcuni giorni intorno al Monviso, passano di qua gli itinerari a lungo percorso Grande Traversata delle Alpi e Via Alpina.

## Leggende
Una delle più note leggende tramandate nelle valli piemontesi che riguardano il Monviso è quella del suo attraversamento da parte di Annibale e del suo esercito (elefanti compresi), diretti a Roma. Si racconta che Annibale, addentratosi fra le gole alpine alla ricerca di un valico, avesse trovato nient'altro che aspre e dirupate pareti rocciose. Stanco di tanti impedimenti ma volendo assolutamente passare, il cartaginese sperimentò un metodo singolare ed efficace per aprirsi un varco in mezzo alla montagna impervia. Fece accatastare attorno ad una rupe che sbarrava il passaggio una gran quantità di legname e diede ordine che venisse incendiato. Quando la roccia divenne rovente, la fece inondare d'aceto. Alternò fuoco e aceto più volte finché la roccia divenne frantumabile con il piccone, e lui poté passare assieme all'esercito e alla sua sete di conquista. Il luogo del valico così aperto resta a tutt'oggi ignoto anche se alcuni storici come sir Gavin de Beer suggeriscono che si tratti proprio dell'odierno colle delle Traversette.